# Kontakt East Holding
Kontakt East Holding är ett svenskt bolag som äger en rysk motsvarighet till Gula Sidorna. Företaget bildades 2006 efter att ha förvärvat de ryska verksamheterna från Vostok Nafta. Aktien är sedan den 27 november 2006 noterat på First North.